# Dorfkirche Kleinschönebeck

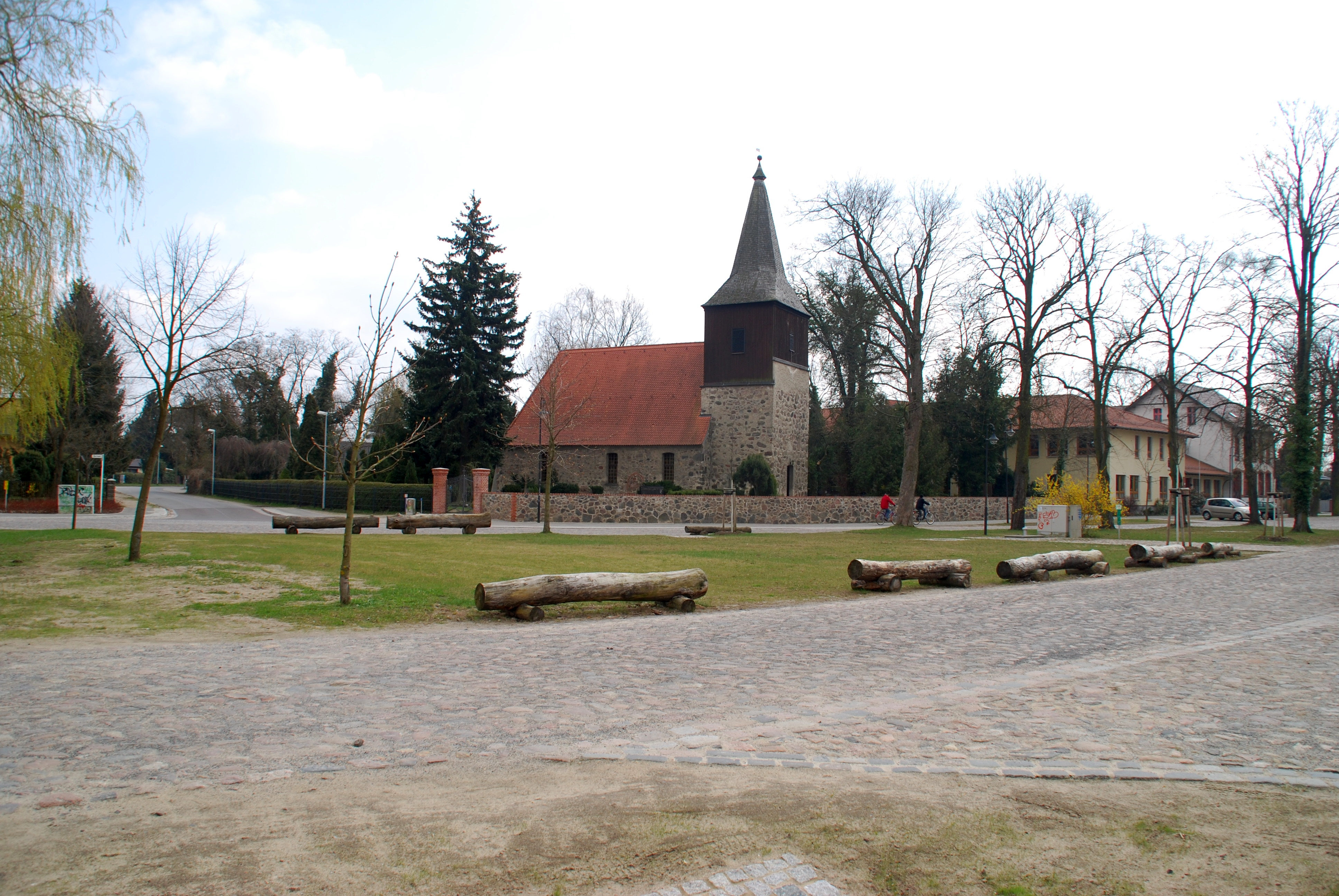
Dorfkirche Kleinschönebeck in ihrer Umgebung – Blick vom Anger

Die evangelische Dorfkirche Kleinschönebeck ist das älteste Baudenkmal und zugleich das älteste erhaltene Bauwerk in der Gemeinde Schöneiche. Es handelt sich um eine Saalkirche mit einem eingezogenen Westturm aus unbearbeiteten Feldsteinen, dessen Anfänge in das 15. Jahrhundert zurückreichen.

## Baugeschichte

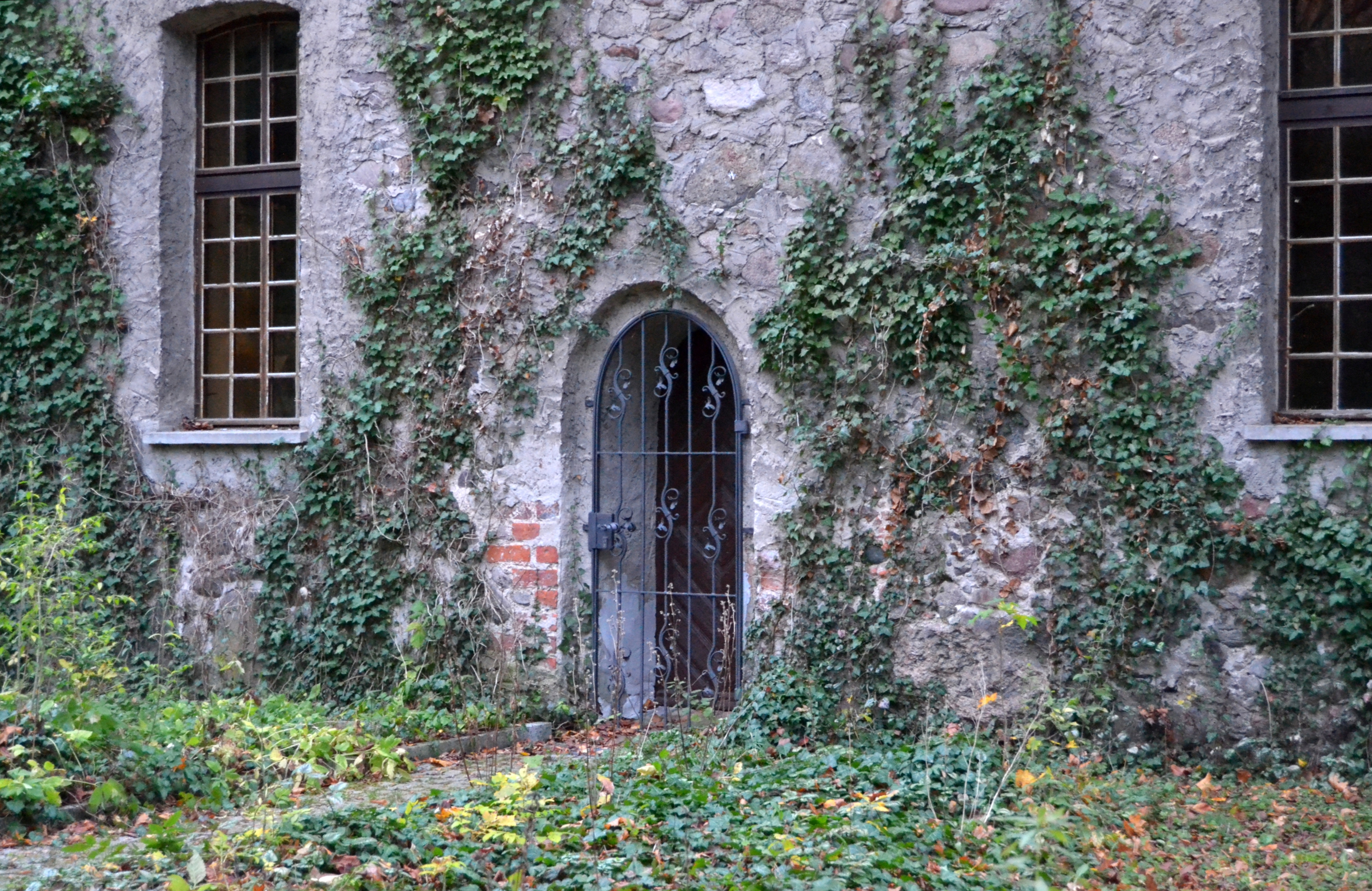
Hochzeitspforte

Die Dorfkirche Kleinschönebeck folgte auf einen Vorgängerbau aus der Zeit der Besiedelung des damaligen eigenständigen Dorfes Kleinschönebeck im Verlauf des späten 13. und 14. Jahrhunderts. Der heute erhaltene Bau wurde im 15. Jahrhundert errichtet. Er befindet sich nicht wie der Großteil der alten Dorfkirchen der Region auf dem Dorfanger, sondern an der östlichen Seite. Im Dreißigjährigen Krieg wurde die Kirche stark in Mitleidenschaft gezogen. 1653 wurden die Fenster erneuert, 1659 das Kirchendach in weiten Teilen ausgebessert, erneut ausgebessert werden musste es 1665 und 1678. Im Zuge der mittlerweile nötigen grundsätzlichen Instandsetzungsarbeiten wurde auch um das Jahr 1680 der Turm errichtet. An der Westseite des Turms wurde dabei ein aus Rüdersdorfer Kalkstein gearbeitetes Kreuz als Spolie verbaut, das zuvor wohl als Grabstein oder Sühnekreuz in Gebrauch war. Das Kreuz hat eine nischenartige Vertiefung, in der wohl ein Grablicht oder Ähnliches Platz fand. Die Reparaturen am Dach waren offenbar schlecht ausgeführt, denn schon im Jahr darauf wie auch 1696 mussten erneut Ausbesserungsarbeiten durchgeführt werden. Der Innenraum erhielt seine wesentliche Gestaltung in der Zeit um 1698 und 1699. Der Chor wurde gebaut, beziehungsweise der alte ausgebessert, die alte hölzerne Westempore für die Sänger wurde wohl durch einen Steinbau erweitert. Dadurch entstand offenbar das Bedürfnis nach mehr Licht für die Sänger, 1710 wurden die alten, kleinen schießschartenartigen Fenster durch größere neue ersetzt. Auch wurde das Bleiglas durch lichtdurchlässiges Glas ersetzt. 1721 mussten Dach, Giebel und Zaun repariert werden, ein Jahr später wurde das Gestühl erneuert und eine neue Kanzel errichtet. 1727 beschädigte ein schwerer Sturm den Turm, die endgültigen Reparaturarbeiten wurden 1741 durchgeführt. Gut 40 Jahre später sollten schwere Schäden zu einer weiteren Neuerung führen. Der obere Teil des Turmes drohte einzustürzen, zudem hatte sich der gesamte Ostgiebel von der Frontmauer gelöst. Er hing einen Fuß in den Kirchhof hinein und ließ die Witterung in den Innenraum. Die Giebelmauer wurde durch drei gemauerte Strebepfeiler verstärkt, der obere Teil des Giebels erneuert; Mauerwerk ersetzte das bis dahin genutzte Fachwerk. Der hölzerne Teil des Turms wurde erneuert, zudem wurde er wie Teile das Saaldachs neu eingedeckt. Nach einem verheerenden Hagelsturm am 30. April 1848 musste das Dach neu eingedeckt werden. An den Längsseiten wurden 1851 beidseitig die vorherigen kleineren durch vergrößerte Flachbogenfenster ersetzt. Auch an der Ostwand wurden zwei solche Fenster eingebaut. Zudem wurde der Ziegelfußboden eingebracht und der Innenraum renoviert. Zur selben Zeit wurde auch die Begräbnispforte zugemauert. Der Turm wurde 1834, 1841, 1906 sowie 1996 ausgebessert. 1927 wurde der Innenraum erneut grundlegend renoviert.
1702 wurde ein sehr niedriger Anbau errichtet, der als Leichenhaus dienen sollte. Der Bau wurde 1717 erneuert und verfiel danach, weil er nie zu seinem ursprünglichen Zweck genutzt wurde. 1779 entschloss man sich, ihn bei Erneuerungsarbeiten gänzlich wieder abzureißen.
Heute ist der Kirchenbau in der Dorfaue 21 sowohl als Einzelbau als Baudenkmal des Landes Brandenburg unter Denkmalschutz gestellt, als auch per Ortssatzung als Teil des Ensembles Alter Dorfanger Kleinschönebeck.

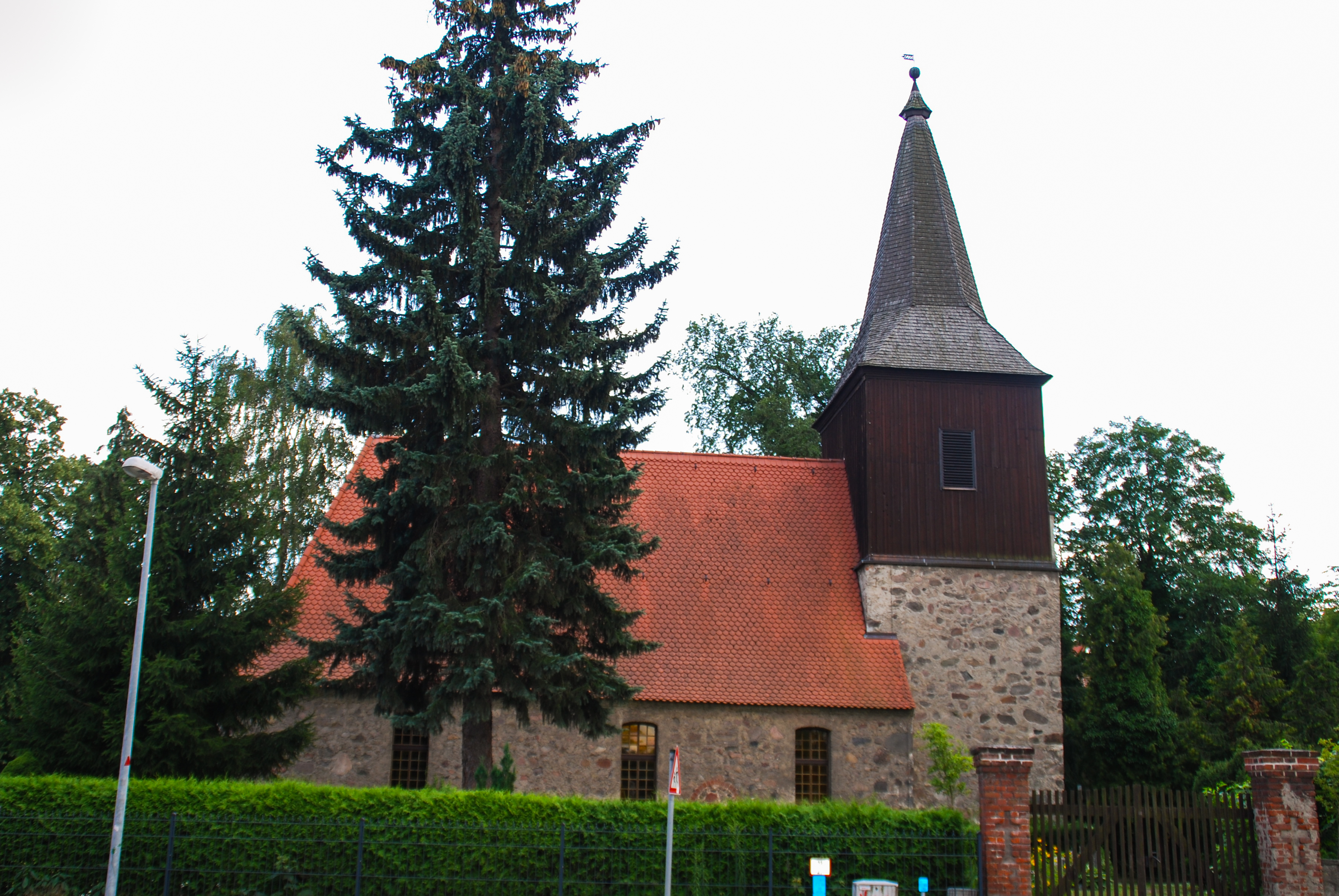
Dorfkirche Kleinschönebeck – Blick von Norden
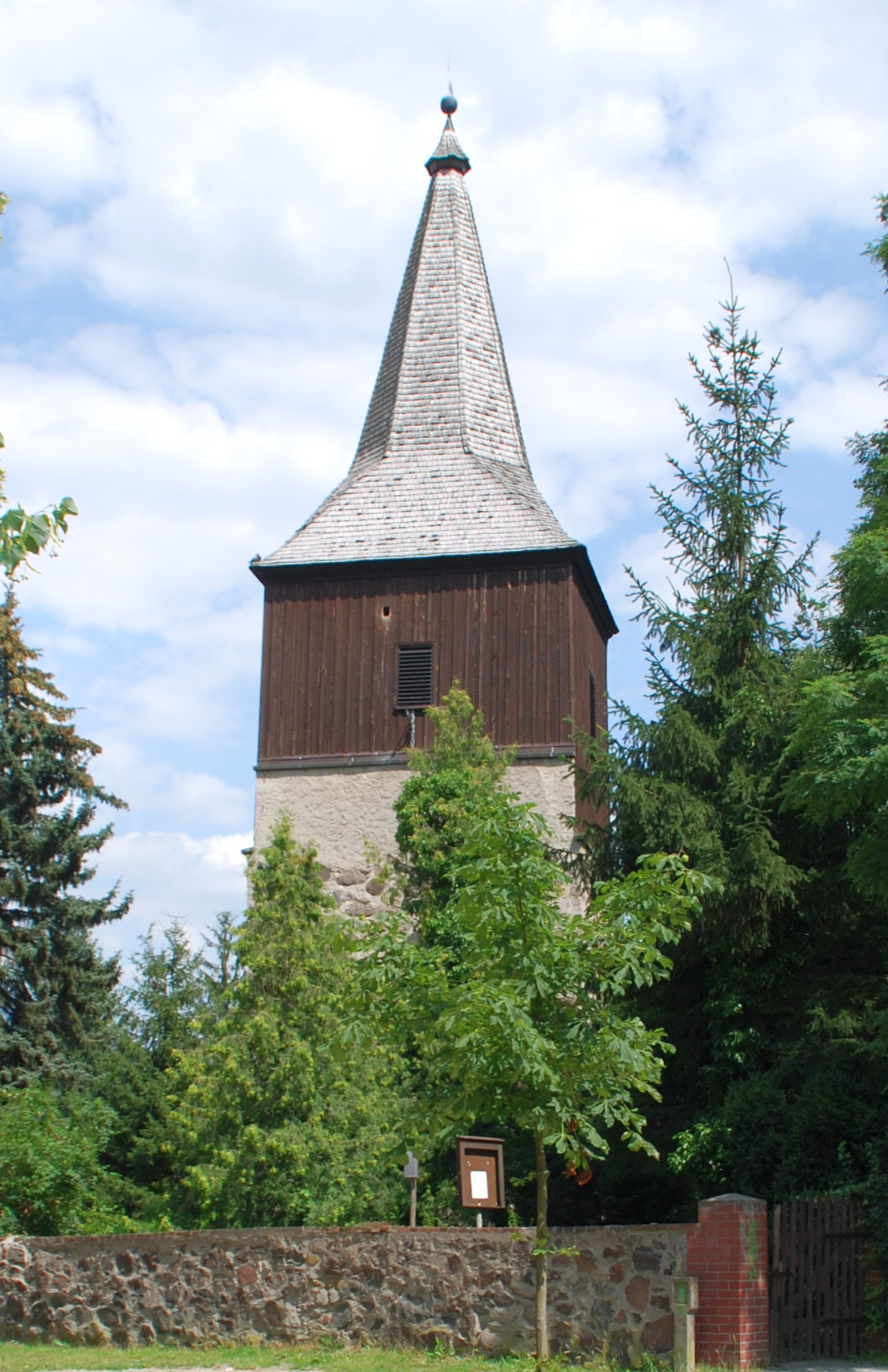
Blick vom Westen auf den Kirchturm
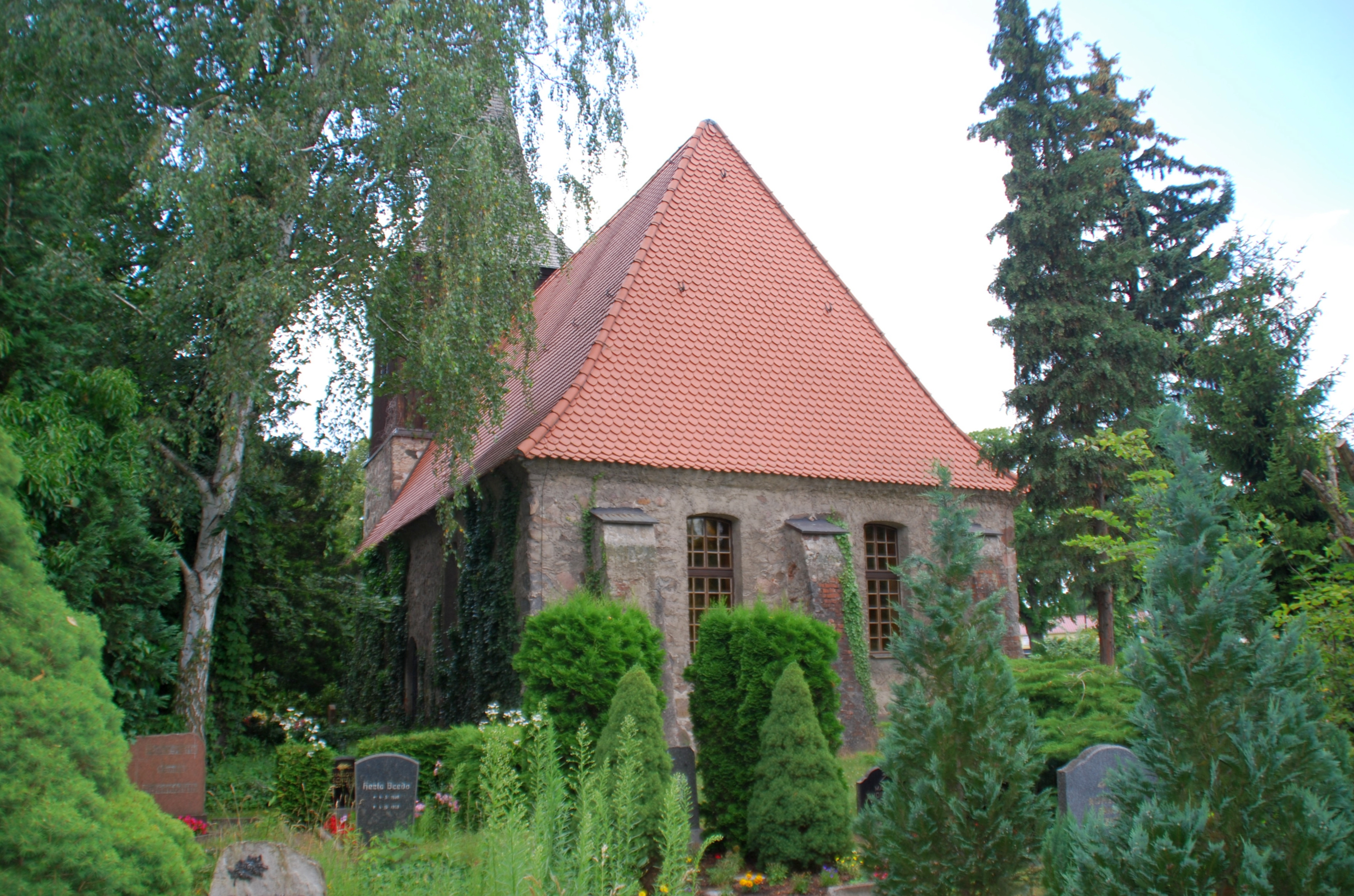
Blick vom Osten auf die Strebepfeiler
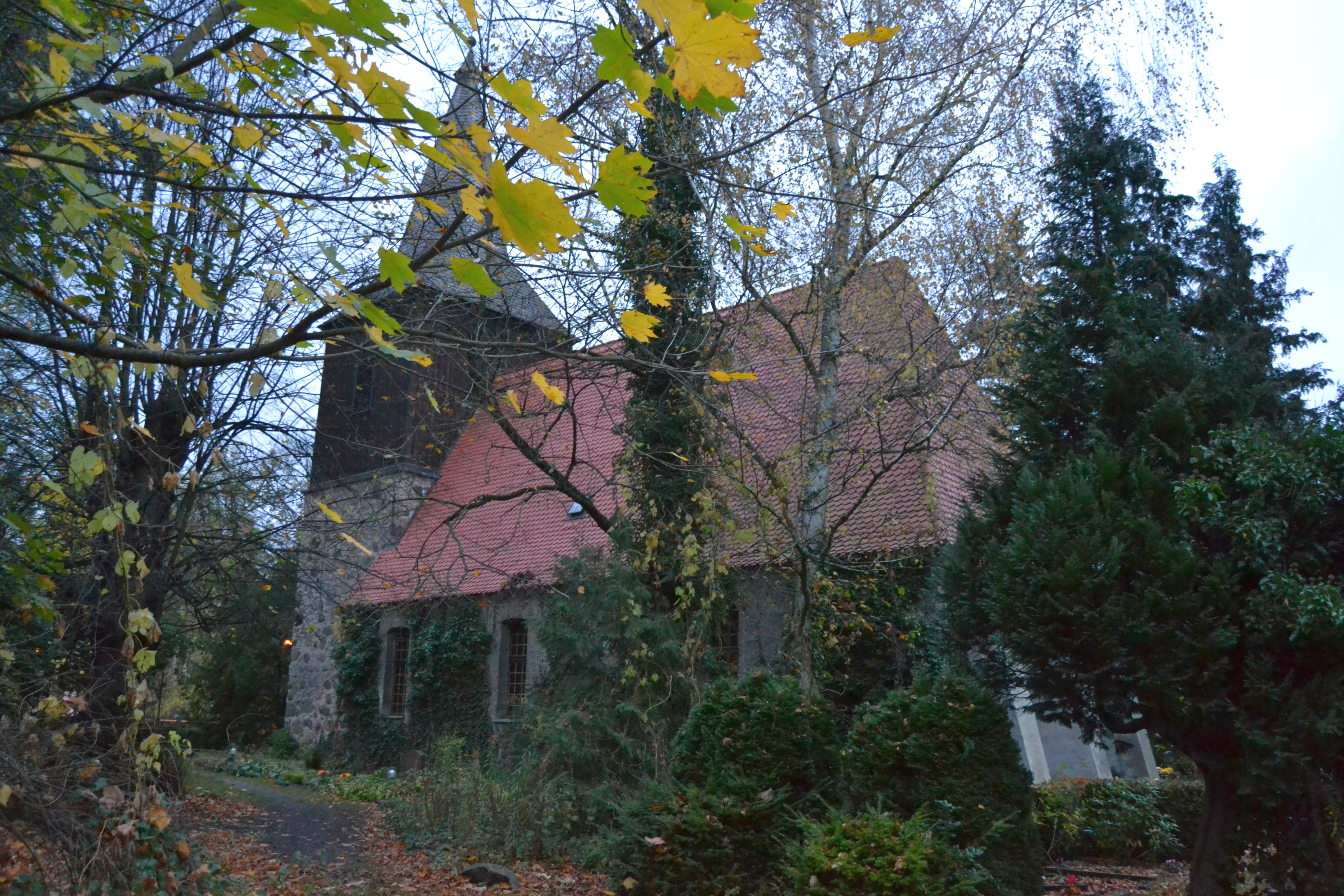
Blick von Süden
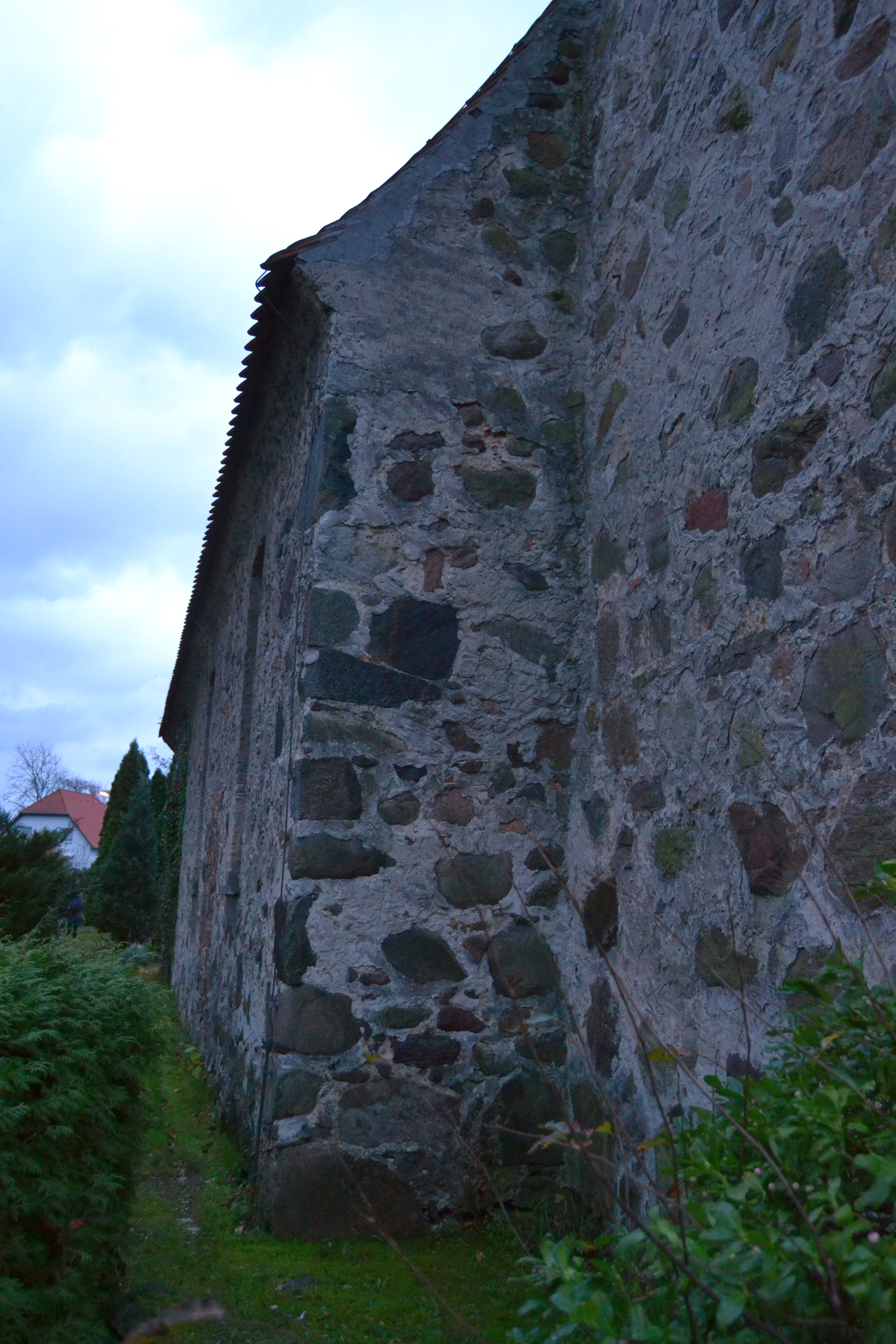
Kirchturm und Saalbau treffen im Norden aufeinander
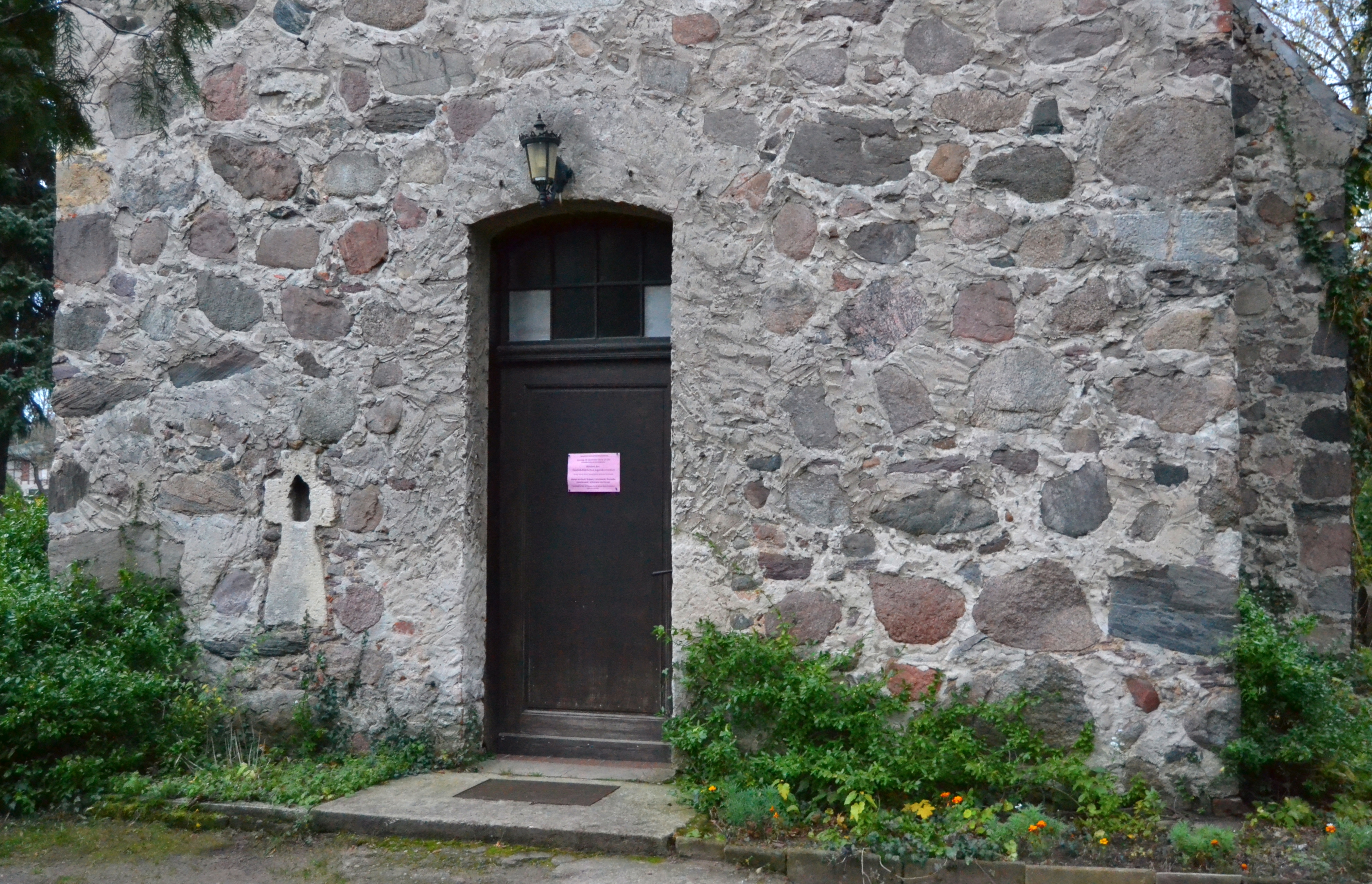
Eingang durch den Kirchturmbau

## Bauwerk

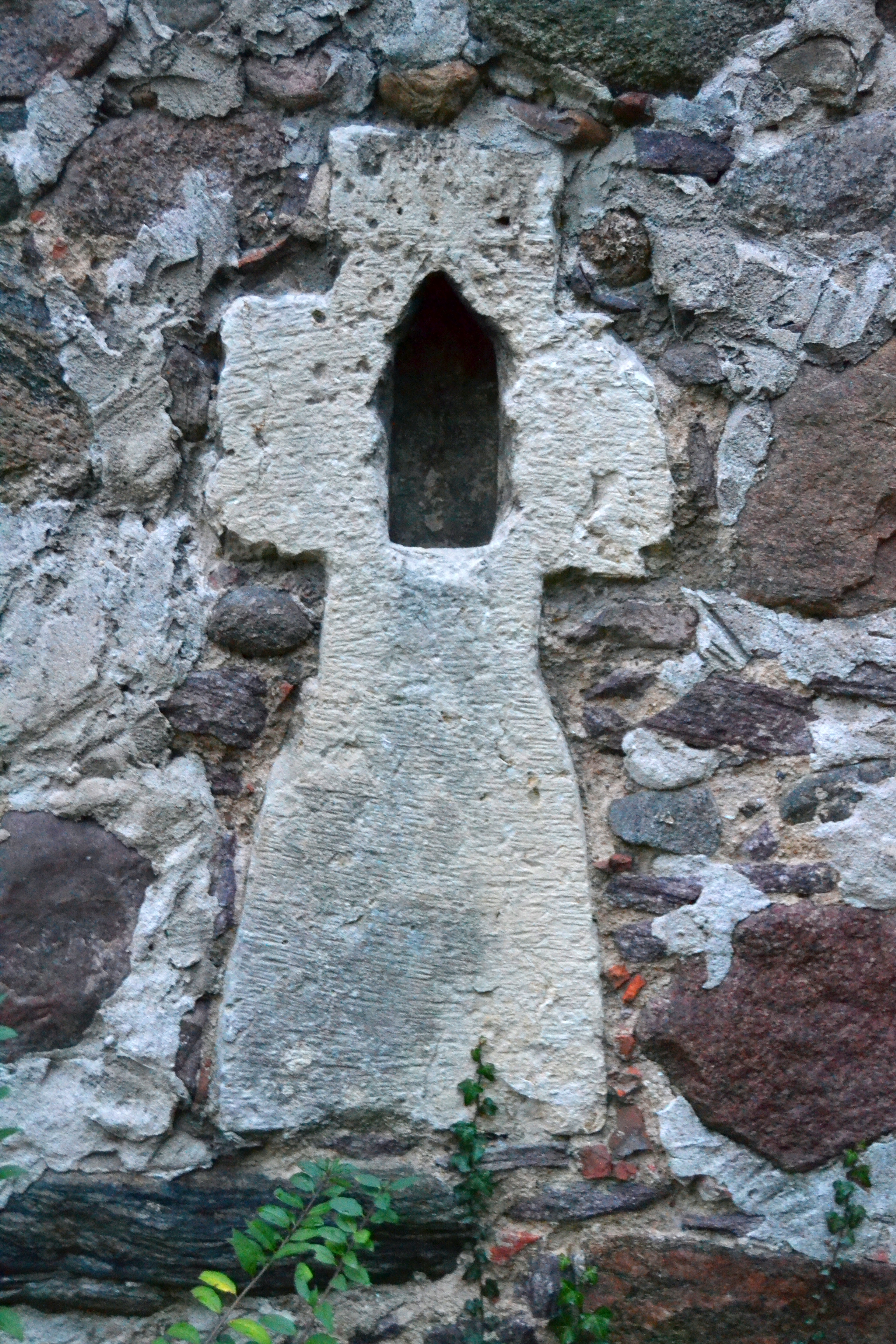
Eingemauertes Sühnekreuz

Der Saalbau hat einen fast exakt rechteckigen Grundriss. Er wurde aus unbearbeiteten Feldsteinen errichtet und weist somit ein unregelmäßiges Mauerwerk auf. Der Bau ist 15 m lang und 9 m breit. Bekrönt wird der Bau durch ein Walmdach, das mit Biberschwänzen gedeckt ist. Im Inneren handelt es sich um ein Kehlbalkendach mit Hahnenbalken und doppelt stehendem Stuhl. Die beiden mittleren Gespärre sind unterhalb des Kehlbalkens durch eingezogene Spannriegel verstärkt. Im Innenraum ist eine Holzbalkendecke eingezogen. Der Boden besteht aus roten Ziegeln, in der Nähe des Altars weist der Boden eine andere Pflasterung auf, was auf eine vormalige anderweitige Nutzung deutet. An der Südseite findet sich eine Rundbogenpforte, die heute durch ein schmiedeeisernes Gitter geschützt ist. Dabei handelt es sich um die sogenannte Brautpforte, die als Kirchenzugang für die Priester und Brautpaare vorgesehen ist. Das Äquivalent auf der Nordseite, die Begräbnispforte, ist heute zugemauert.
An der Westseite des Saalbaus befindet sich der nicht ganz quadratische, zum Langhaus leicht schräg gestellte Turm. Auch er ist aus unregelmäßigen Feldsteinen errichtet worden. Er hat eine Grundfläche von sechs mal fünf Metern. Die Ostmauer ist zugleich die Westmauer des Saals. In der Turmhalle kann man noch die Feldsteinfundamente erkennen. Der obere Teil des Turms ist eine Holzkonstruktion mit achteckigem Knickhelm.

## Ausstattung
Ein Inventar, das zwischen 1830 und 1890 geführt und 1939 nochmals ergänzt wurde, führt 51 Inventarnummern auf.
Die Orgel wurde 1852 vom Berliner Orgelbauer Ferdinand Lange errichtet, nach dem Zweiten Weltkrieg nicht mehr spielbar und 1980/1981 ersetzt durch ein Orgel-Positiv von Gerhard Böhm (Gotha). Auch die übrige Ausstattung stammt zu einem nicht geringen Teil aus der Zeit der Umgestaltung der Kirche 1851/1852. Der Schöneicher Mühlenbesitzer Radicke stiftete etwa ein gusseisernes Taufbecken mit gotisierenden Verzierungen. 1860 stiftete der Kirchenpatron von Knobelsdorff eine vergoldete Taufschale. Das Abendmahlgeschirr besteht heute noch zu einem nennenswerten Teil aus mittelalterlichen und frühneuzeitlichen Originalstücken.
Zur Kirche gehören zwei Glocken. Die ältere der beiden Glocken stammt aus dem 15. Jahrhundert. Sie hat ein Gewicht von 250 kg und einen unteren Durchmesser von 73,1 cm. Sie schafft 63 Klöppelschläge pro Minute in einem Nominalton cis" + 1. Eine heute nicht mehr leicht zu lesende Inschrift in gotischen Minuskeln ist am Glockenhals zwischen zwei Doppellinien wiedergegeben: osanna et temtatores a…igo[?] tomtrus[?] ave fragores. Konrad von Rabenau deutet die Aussage der Inschrift mit „Ich breche den Donner“, was auf die Bedeutung von Kirchenglocken bei Wetterkatastrophen deuten könnte. Eine zweite Glocke findet sich seit dem 19. Jahrhundert in den Inventarbüchern der Kirche. 1912 war sie gesprungen und musste neu gegossen werden, womit sie ihren kunsthistorischen Wert verlor. Schon während des Ersten Weltkriegs wurde diese Glocke erneut eingeschmolzen. Nach dem Krieg wurde eine neue Glocke in Apolda erworben, die erneut Opfer, nun des Zweiten Weltkriegs wurde. Ihre Inschrift besagte „Der Krieg verschlang meiner Schwester Klang / Laß zu Deines Thronesstufen Von nun an mich die Gemeinde rufen“. Es dauerte bis 2006, dass eine neue zweite Glocke angeschafft werden konnte, die zudem im Klang der ersten Glocke entspricht. Sie ist kleiner als die erste Glocke und wiegt 170 kg. Sie kommt auf 66 Schläge pro Minute. Die Inschrift lautet „Kommt zu mir / Alle die ihr mühselig / und beladen seid / Ich will euch erquicken“.
Die den Turm krönenden Kugel und Wetterfahne wurden in den letzten Tagen des Zweiten Weltkriegs von Rotarmisten aufgrund von Schießübungen stark in Mitleidenschaft gezogen. 1956 wurde die Turmbekrönung abgenommen und repariert. Die dabei in der Kugel vorgefundenen Dokumente wurden in einer aus einer Flakgranate gefertigten Kartusche gesichert, durch neue Dokumente ergänzt und befinden sich heute wieder in der Kugel. Bei der Sanierung 1996 wurde die Wetterfahne von der Bildgießerei Seiler durch eine neue Fahne ersetzt. Zudem wurden weitere Dokumente und Münzen in der Kugel verwahrt.
Der Kanzelaltar wurde 1722 gebaut. Es handelt sich um einen fünfseitigen Korb, an dessen Ecken geriefte Voluten hervortreten. Hinter dem Altar steht die zugehörige Prospektwand, sie wird von zwei Säulen und zwei Wandpfeilern flankiert. Bekrönt ist das Ensemble von einem aufgebrochenen Volutengiebel. Kanzel und Altar sind hier als Abendmahlstisch zusammengeführt worden. Über der Kanzel findet sich ein Gottessymbol mit den Himmel verhüllenden Wolken und den Lichtstrahlen der göttlichen Offenbarung.
Die Kirchenbücher aus der Zeit vor dem Dreißigjährigen Krieg gingen in den Wirren des Krieges verloren. Die seitdem geführten Kirchenbücher sind erhalten.

## Kirchfriedhof

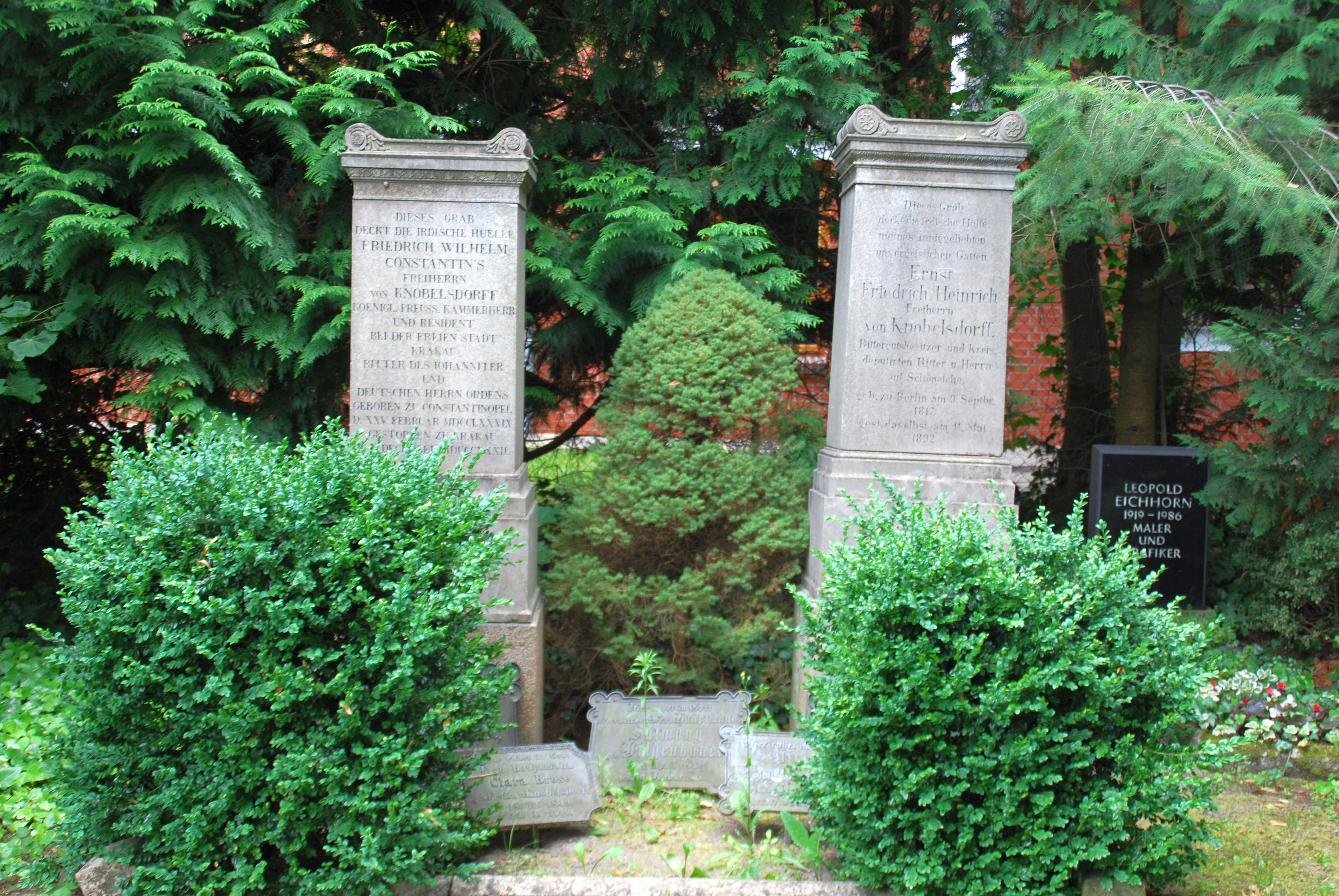
Grabdenkmale der Freiherrn zu Knobelsdorff

Der Kirchfriedhof ist bis heute in Benutzung. Es finden sich vor allem ältere, schon lange in Schöneiche ansässige Familien (Wittstock, Huhn, Unterlauf, Höltz, Dames, Grätz) auf ihm. Zudem befinden sich auf der Südseite seit den 1970er Jahren wertvolle und zum Teil kunsthistorisch bedeutende Grabmale des alten Schöneieicher Gutsfriedhofs, der mittlerweile offengelassen wurde. Besonders auffällig sind dabei die Grabmale der beiden ehemaligen Gutsbesitzer Friedrich Wilhelm Constantin Freiherr zu Knobelsdorff sowie Ernst Friedrich Heinrich Freiherr zu Knobelsdorff. Ein weiterer originaler Stein aus dem späten 18. Jahrhundert vom Friedhof gehörte zum Grab des Mühlenbesitzers Dames und dessen Frau.

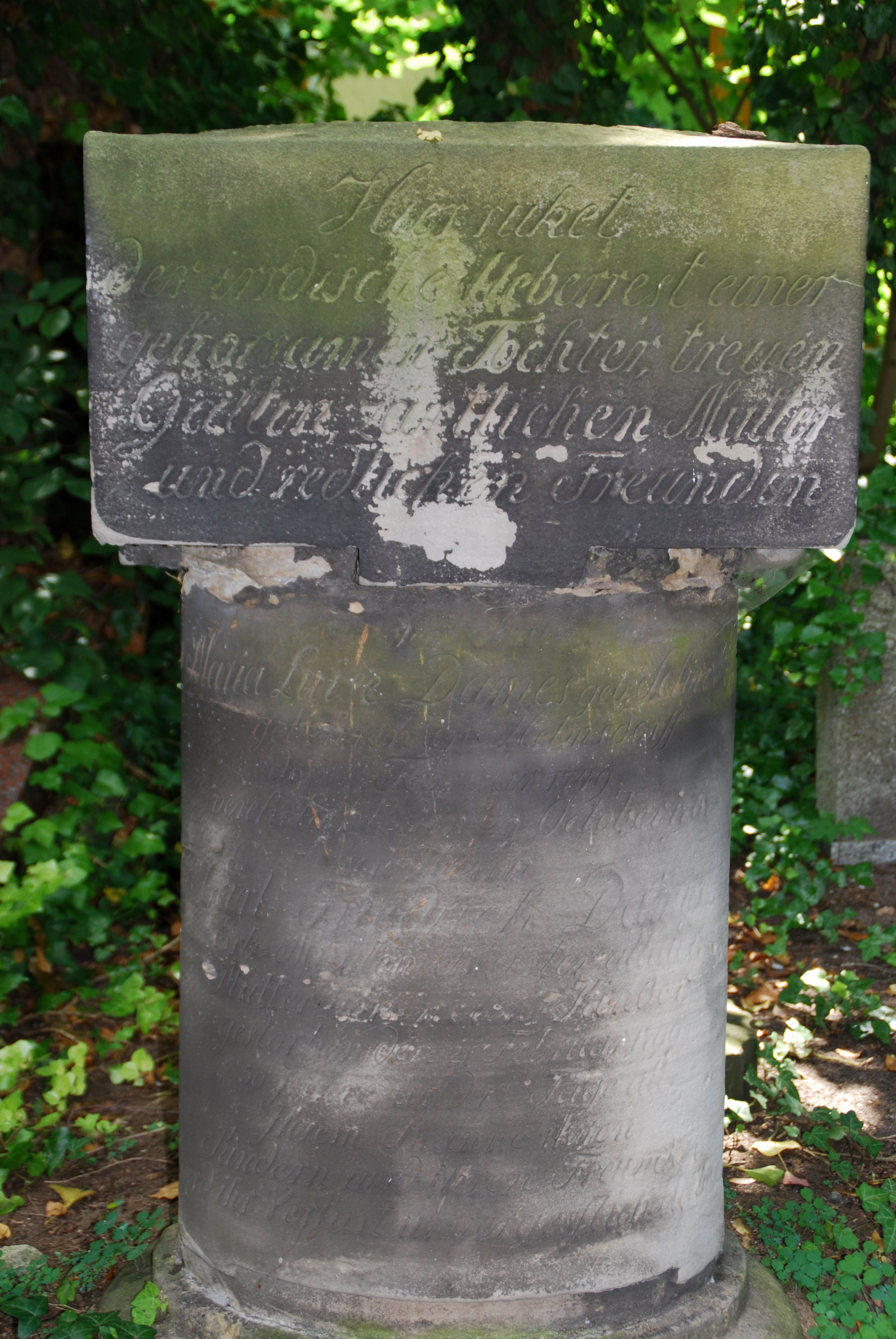
Grabmal der Dames aus dem 18. Jahrhundert
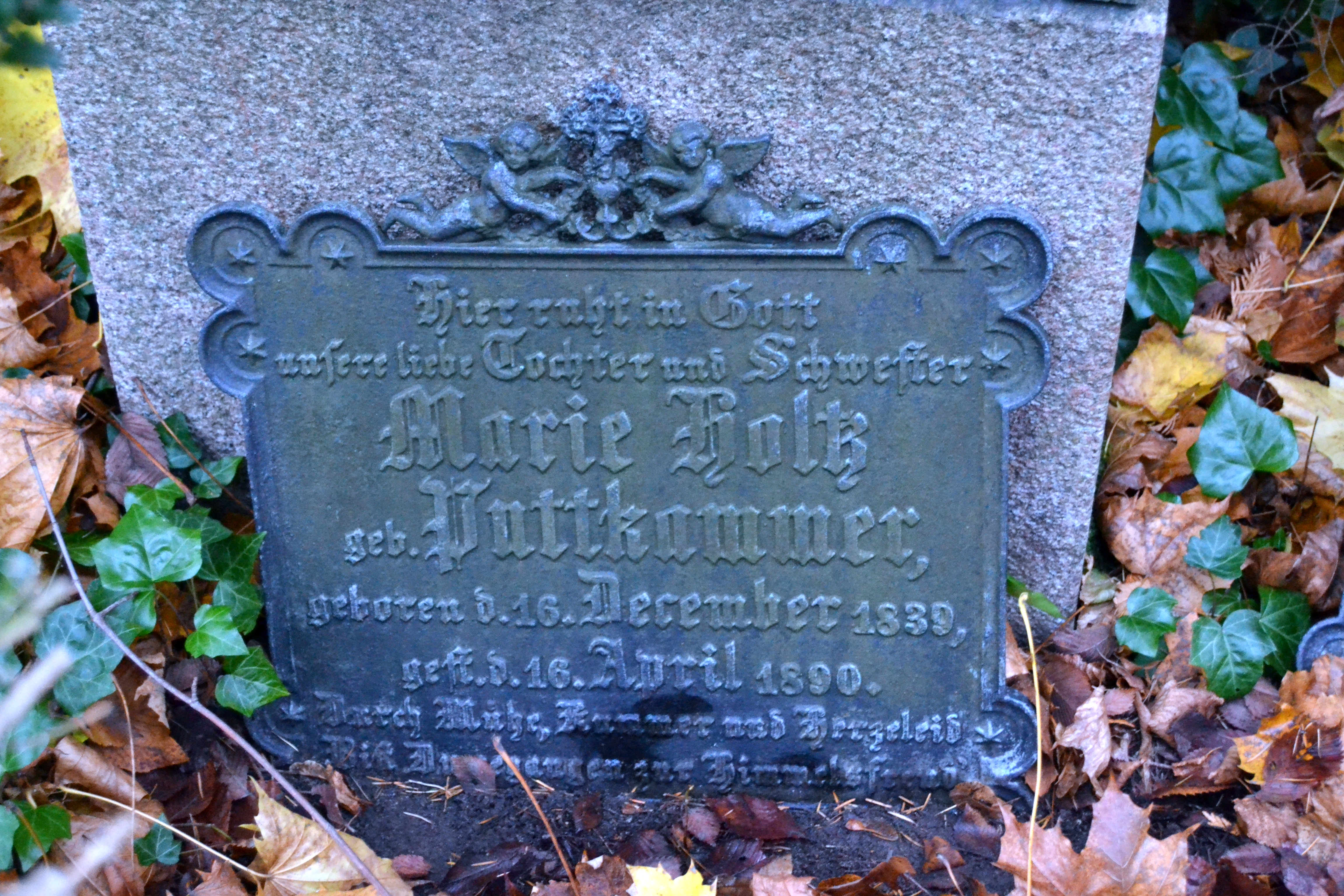
Gusseiserne Grabtafel von Marie Holtz
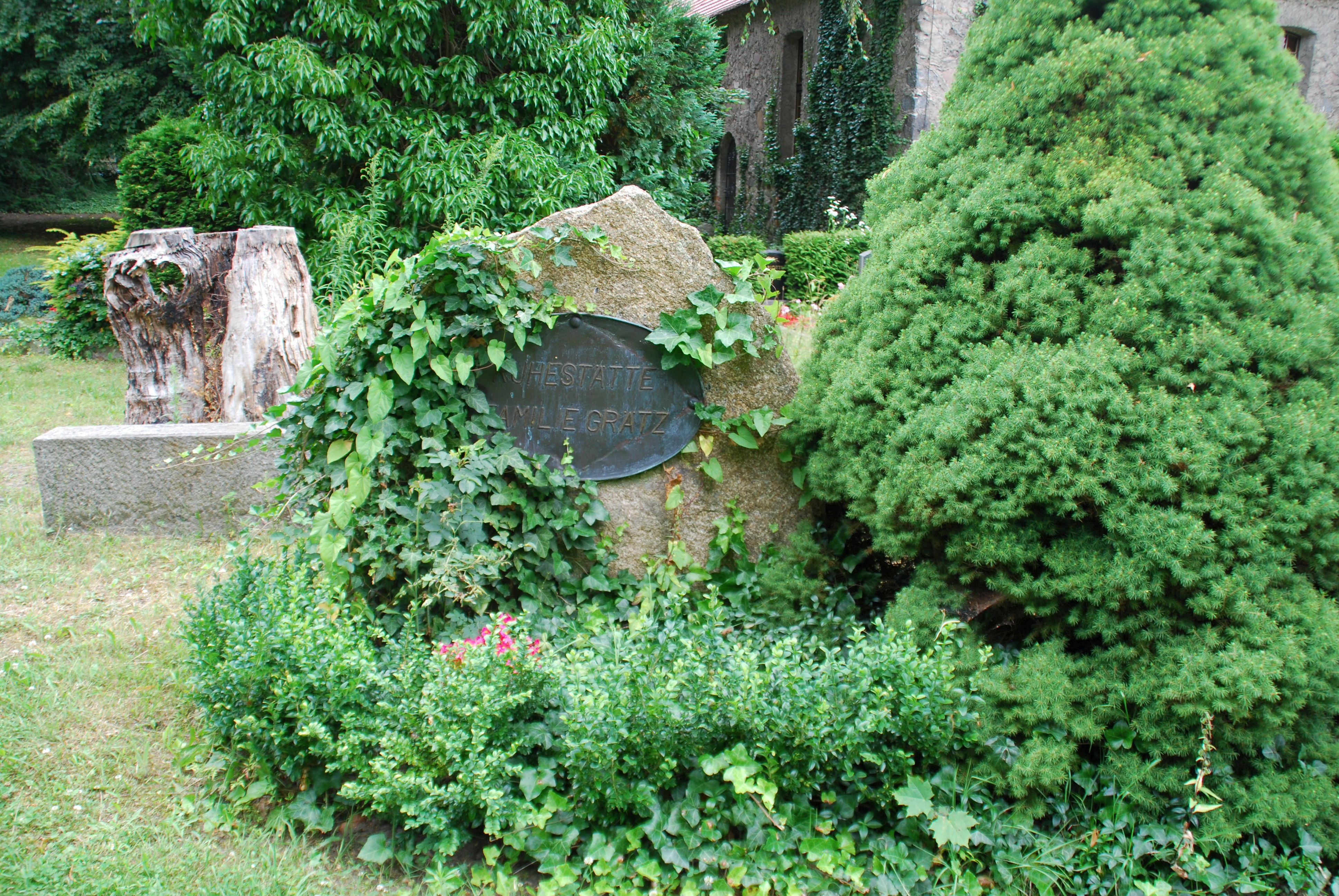
Grabstätte der Familie Grätz
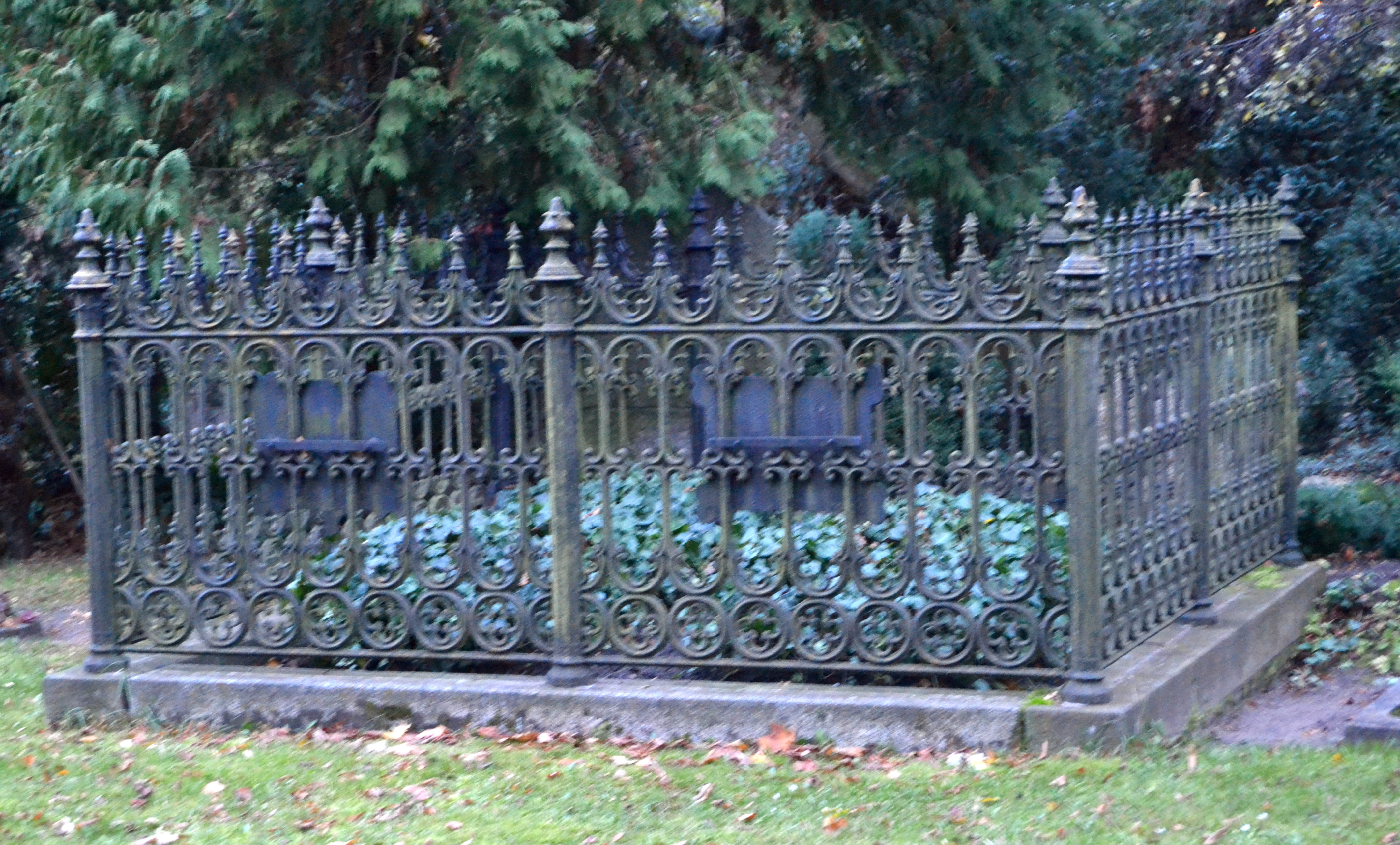
Weitere Grabstätte der Familie Grätz
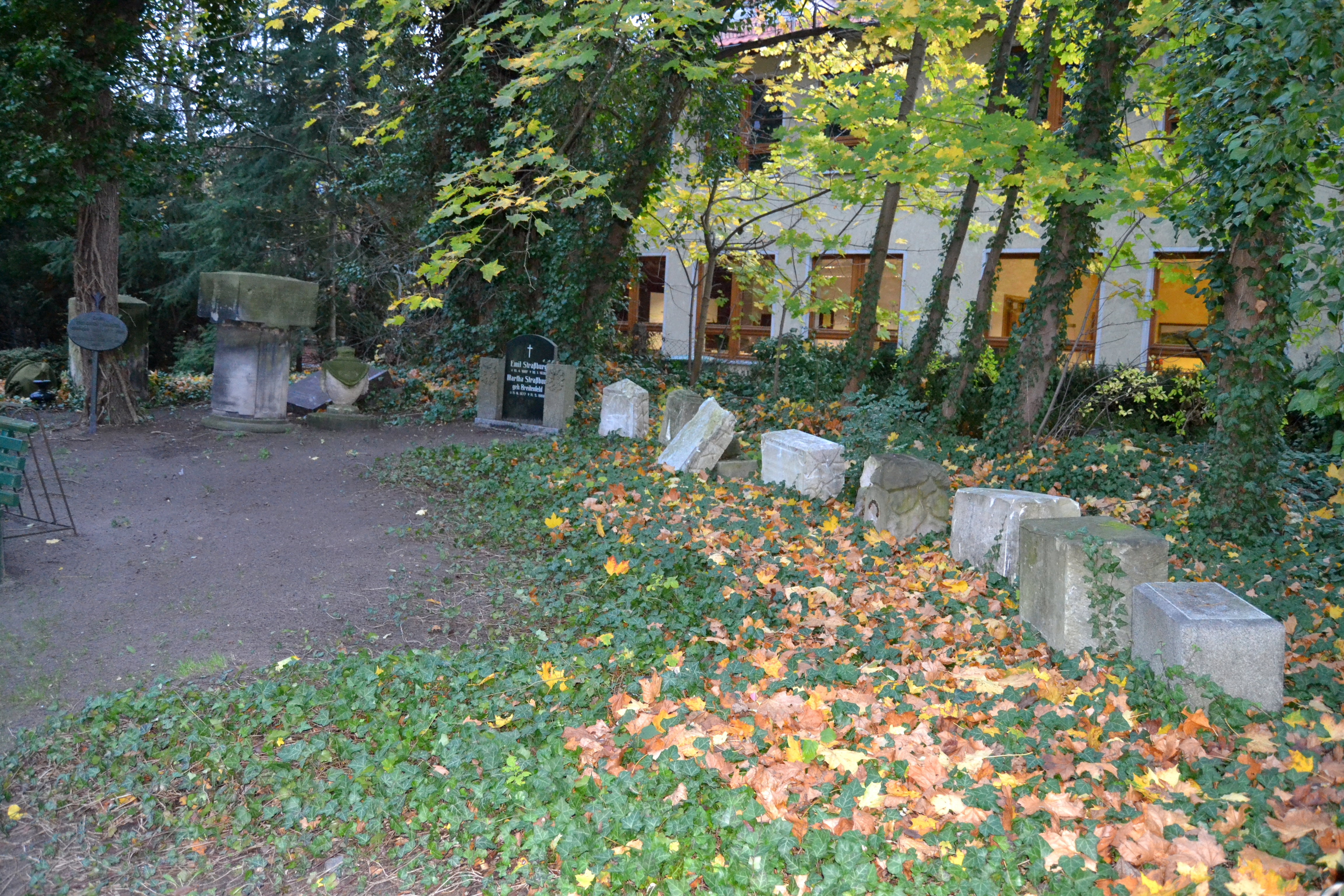
Aufstellung historischer Grabsteine

## Weitere Gebäude

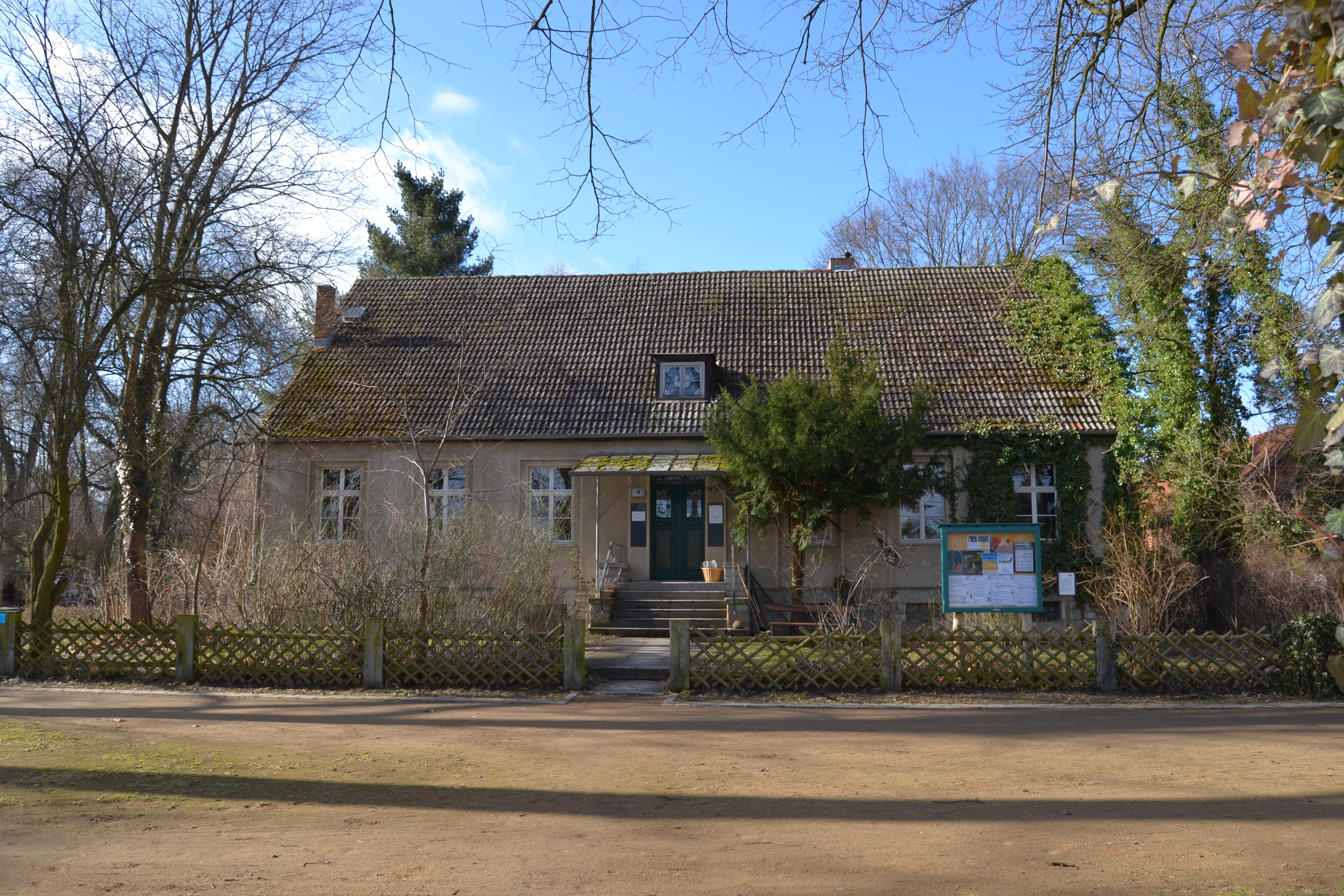
Das alte Pfarrhaus

Gegenüber der Kirche, auf der anderen Seite des Angers, steht bis heute das Pfarrhaus. Daneben findet sich der Priesterpfuhl. Neben der Kirche wurde das Schulgebäude des Ortes errichtet.

## Pfarrer, Kirchgemeinde und Patronat

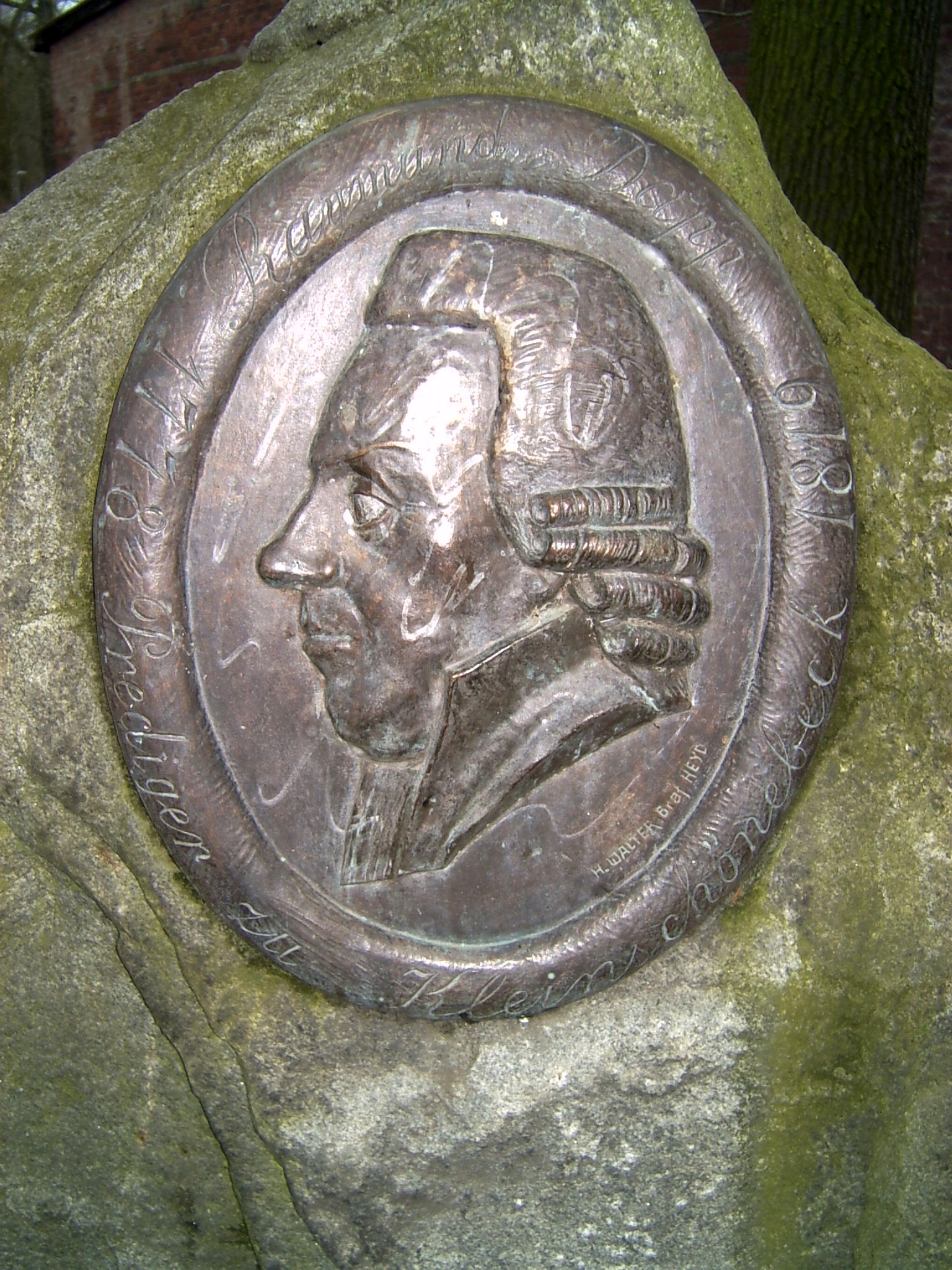
Gedenkrelief für Raymund Dapp

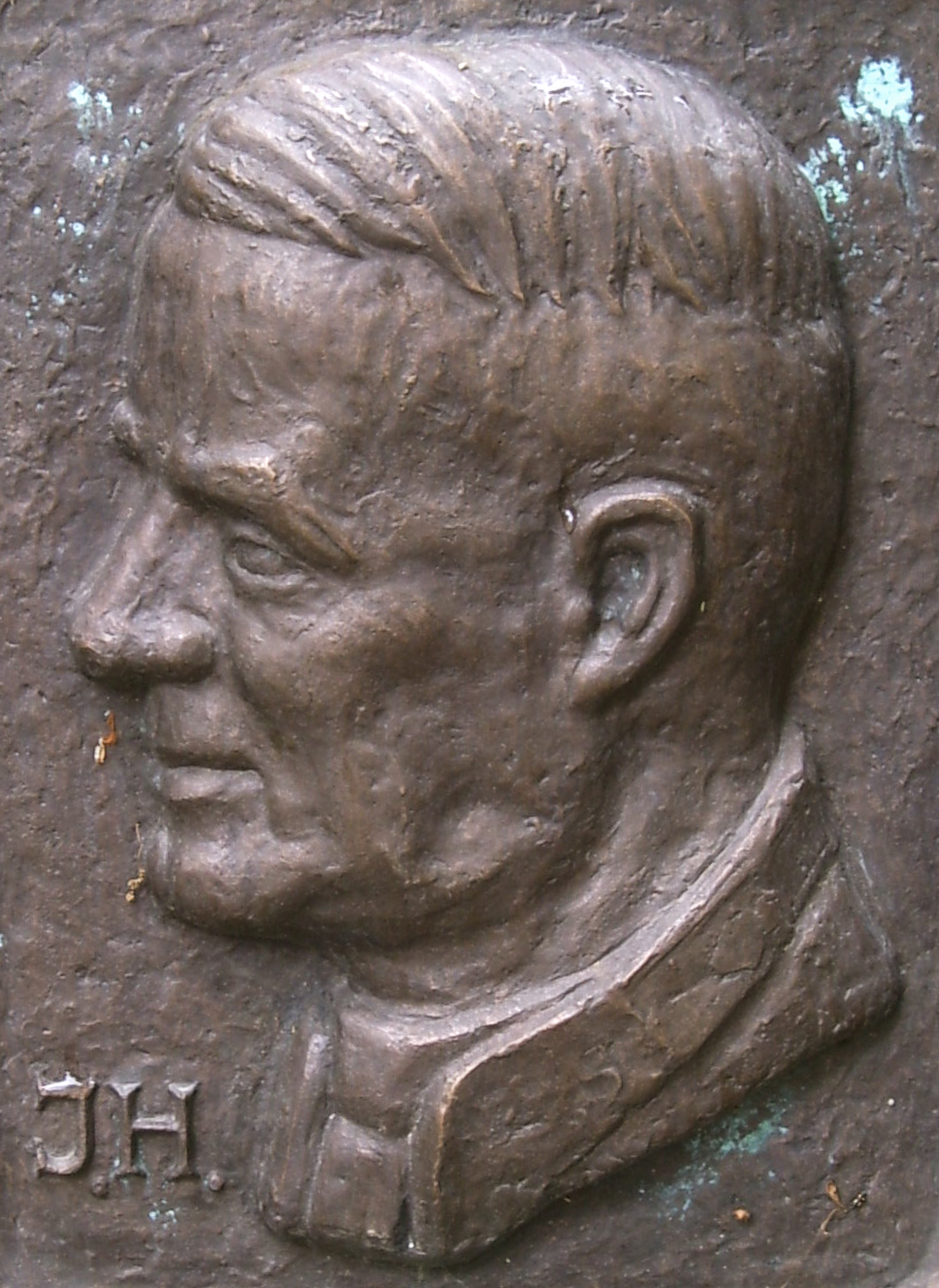
Gedenkrelief für Joachim Heinrichs

Die Pfarrer von Kleinschönebeck waren gleichzeitig Pfarrer der Zweigstellen Schöneiche und Münchehofe.
Die Besitzer des Dorfes waren im Allgemeinen auch die Kirchpatrone.
Die Familie Grätz ist seit 1683 durch Adam Grätz im Dorf nachzuweisen. Mit Helmut Grätz stellte sie in den 1980er und 1990er Jahren den Dorfpfarrer.
| Name                                                  | Amtsantritt       | Ende der Amtszeit |
| ----------------------------------------------------- | ----------------- | ----------------- |
| Matthäus Wegelin                                      | um 1541           |                   |
| Michael Golnow                                        | um 1574           |                   |
| Georg Schmidt                                         | 1585              | 1621 (verstorben) |
| Laurentius Preszier (Protzien)                        | 1620              | 1630              |
| Matthias (Matthäus) Pierius                           | 1631              | 1654              |
| Gregorius Janus                                       | 1654              | 1696              |
|                                                       | vakant            |                   |
| Gottfried Wiegensdorf                                 | 1699              | 1724              |
| Johann George Cuntius (M. Curtius)                    | 1724              | 1728              |
| Johann Friedrich Marchendorf                          | 1728              | 1732              |
| Johann Georg Hoevel                                   | 1732              | 1748              |
| August Gottlieb Geitner                               | 1748              | 1777              |
| Raymund Dapp                                          | 1778              | 1819              |
| Friedrich Wilhelm Bade                                | 1819              | 1842              |
| Karl Ludwig Rudolf Rahardt                            | 1843              | 1878              |
| Ernst Albert Babick                                   | 1878              | 15. Sep. 1913     |
| Herrmann Jacobi (Jacoby)                              | 12. Okt. 1913     | 30. Sep. 1928     |
| Joachim Heinrichs                                     | 1929              | 1955              |
| Walter Schultz                                        | 1954              | 1977              |
| Johannes Jucknat                                      | 1956              | 1971              |
| Jürgen Huhn                                           | 1971              | 1981              |
| Friedrich Wilhelm Mai                                 | 1. Feb. 1979      | 1980/1981         |
| Helmut Grätz                                          | 1981              | 1999              |
| Annemarie Bodenmüller (seit 1986: Annemarie Schumann) | 1. Okt. 1982      | 1. Okt. 1993      |
| Kerstin Lütke                                         | 1. Jan. 1988      | 30. Juni 2023     |
| Steffi Jawer                                          | seit 1. Feb. 2024 |                   |
| Hilfsprediger                                         |                   |                   |
| Joachim Finke                                         | 1. Juni 1948      | 28. Feb. 1953     |